# Куду-Бясь
Куду́-Бясь (якут. Куду Бэс) — село в Олёкминском районе Республики Саха (Якутия) России. Входит в состав Нерюктяйинского 1-го наслега.

## География
Село находится на расстоянии 44 км к западу от города Олёкминск, административного центра района.

## Население
| 2002 | 2010 | 2021 |
| ---- | ---- | ---- |
| 5    | ↘2   | ↘1   |

## Улицы
В селе имеется одна улица — Сосновая.